# 動物本能
動物本能（英語：Animal spirits），又譯為動物精神、生命本能、生命活力，由约翰·梅纳德·凯恩斯在1936年發表的《就业、利息和货币通论》一書中提出的經濟學術語，這個術語用來指影響與引導人類經濟行為的本能、習慣與感情等非理性因素。凱恩斯學派用此來解釋企業家精神。

## 起源
動物本能（英語：Animal spirits）源自於拉丁語：，其中的animalis，意指與心智相關的，或有活力的，為動物與人類基本的生命力量與精神力量。最早源自古希臘蓋倫的醫學著作。蓋倫認為人體有三種基本元氣：源自心臟的生命元氣（拉丁語：spiritus vitalis），源自肝臟的天然元氣（拉丁語：spiritus naturalis），以及源自大腦的靈魂元氣（拉丁語：spiritus animalis）。
约翰·梅纳德·凯恩斯認為，人類的經濟決策，並不是由基本理性與知識而決定，他認為這些決策「只能被視為是動物本能使然」，來自人們「不由自主的行為衝動」。